# George Willis Ritchey
George Willis Ritchey (* 31. Dezember 1864 in Tupper's Plains, Ohio; † 4. November 1945) war ein US-amerikanischer Optiker, Teleskopbauer und Astronom.

## Leben und Werk
Ritchey stammte aus einer Handwerkerfamilie, die seit drei Generationen Schreinerarbeiten ausführte und Möbel herstellte und auf ihre ausgezeichneten Erzeugnisse stolz war.
Von 1880 bis 1882 studierte er Konstruktionslehre an der Universität von Cincinnati. Während dieser Zeit entwickelte er Interesse an der Astronomie und arbeitete zeitweise am Observatorium der Universität. Dabei galt sein Augenmerk mehr der praktischen Anwendung, wie der Teleskoptechnik, als der theoretischen Astronomie. Er beschäftigte sich intensiv mit Herstellung optischer Linsen und Spiegel.
Die von der Farbe des Lichts abhängende Brechung von Licht in Linsen führt zu Abbildungsfehlern bei Fernrohren. Diese prinzipielle Schwierigkeit brachte Ritchey dazu, sich mit der Optimierung von Spiegelteleskopen auseinanderzusetzen. Er war ein exzellenter Handwerker und verbesserte die Verfahren zur Verspiegelung von Glasflächen und konstruierte parabolische Fangspiegel, welche die Abschattung verminderten.
1890, Ritchey war inzwischen bei der „Chicago Maunal Training School“ angestellt, traf er auf George Ellery Hale, einem Astrophysiker und Direktor eines eigenen Observatoriums, dem „Kenwood Physical Observatory“. Die beiden arbeiteten fortan zusammen, wobei Ritchey fotografische Platten für Hale vorbereitete und im Gegenzug dessen Instrumentarium benutzten durfte. Ritchey optimierte die Verfahren zur Fotografie von Sternen und nebligen Objekten.
1892 wurde Hale Anwärter auf den Posten des Direktors eines geplanten Observatoriums der Universität von Chicago. Ritchey nahm eine Anstellung an der Universität an, beschäftigte sich mit Optik und fertigte Linsen und Spiegel an. In dieser Zeit arbeitete er an einem Reflektor mit 24 Zoll (60 cm) Hauptspiegel. Das Teleskop wurde später am Yerkes-Observatorium eingesetzt.
1896 beauftragte Hale Ritchey mit den Verhandlungen und Vorbereitungen zum Bau eines 60 Zoll (1,54 m) großen Reflektors am Yerkes-Observatorium. Die Vorbereitungen zur Herstellung des Glasspiegels nahmen Ritchey ein Jahrzehnt lang in Anspruch. Das Instrument wurde schließlich am Mount-Wilson-Observatorium in Kalifornien errichtet.
1897 übernahm Ritchey die Aufsicht über die Herstellung eines Refraktors mit einem 40 Zoll (1 m) großen Objektiv, dem Hauptinstrument des Yerkes-Observatoriums, wobei er zahlreiche mechanische und optische Probleme zu lösen hatte. Dies festigte seinen Ruf als exzellenter Optiker und Teleskopbauer.
In der Folgezeit konstruierte er mehrere Teleskope, darunter ein „Horizontal-Teleskop“, bestehend aus einem Coelostaten mit 24 und 30 Zoll großen Spiegeln, führte zahlreiche Verbesserungen am 40-Zoll-Refraktor durch und optimierte die Astrofotografie.
Ritcheys Werdegang und Erfolge waren eng mit Hale verknüpft. Als dieser 1905 zum Mount-Wilson-Observatorium wechselte, ging Ritchey mit ihm. Hale beabsichtigte die Errichtung eines Riesenteleskops mit 100 Zoll (2,54 m) Spiegeldurchmesser und Ritchey verwirklichte diese kühne Idee. 1919 kam es allerdings zum Bruch – der Ruhm Ritcheys erregte zunehmend den Neid des eifersüchtigen Hale. Ritchey schied aus, bevor Hale ihn feuern konnte, und betätigte sich als Limonen- und Orangenfarmer. Dieses Unternehmen brachte ihn jedoch um sämtliche Ersparnisse.
Aufgrund seines ausgezeichneten Rufes wurde Ritchey nach Frankreich geladen, wo er insgesamt sieben Jahre lang lebte. Hier entwickelte er mit Henri Chrétien das Ritchey-Chrétien-Cassegrain-Teleskop.
1930 kehrte er in die USA zurück und erhielt einen Auftrag des United States Naval Observatory zur Herstellung eines Teleskops. Bedingt durch sein Alter und die nachlassenden Körperkräfte beschädigte er einen Spiegel, an dem er gerade arbeitete. Obwohl der Spiegel nur kleinere Risse aufwies, verlor die United States Navy das Vertrauen in seine Fähigkeiten und entzog ihm den Auftrag.
Ritchey zog sich auf seine Farm zurück, wo er sich bis zu seinem Tod im Jahre 1945 mit der Astronomie beschäftigte.

## Auszeichnungen und Ehrungen
- 1924 Jules-Janssen-Preis
- 1935 Benennung des Mondkraters Ritchey
- 1973 Benennung des Marskraters Ritchey